# シオンjr.
シオンjr.（シオンジュニア、生年不明 - ）は、日本の放送作家。新潟県出身。

## 来歴・人物
- Webメディア「allnightnippon.com」の編集部の一員としても活動している[1]。
- 元々は『西川貴教のオールナイトニッポン』のハガキ職人であり、当時、トップクラスの採用を誇っていた[2]。番組を聴くようになった経緯は新曲をいち早く聴きたかったからだと語っている[1]。

- なお、初めてハガキが採用された番組は『ロンドンブーツ1号2号のallnightnippon SUPER!』であったと語っている[2]。

## 主な担当番組

### ラジオ
現在放送中の主な番組
- 敦士のオールナイトニッポンi（ニッポン放送）[3]
- 本格雑談くちをひらく（ポッドキャスト、ラジオクラウド、Voicy）

### インターネット番組
現在放送中の主な番組
- しゃどばすチャンネル（ニコニコ生放送）

## かつて担当した番組

### ラジオ
- 中村繪里子 きけないらじお（ニッポン放送）[4]
- 田所あずさのオールナイトニッポンモバイル（ニッポン放送）[5]

### テレビ番組
- カキューン!!実況王決定戦（関西テレビ）[6]

## 出演
- ダメ人間・ボーイズ・スクール（ポッドキャスト） ※ハガキ職人時代に出演
- 週刊ラジオ情報センター（2017年 - 、TwitCasting）[1][7]

## エピソード
- 2017年4月に放送された『T.M.Revolution西川貴教のオールナイトニッポンGOLD』に当時の名物ハガキ職人、番組記事担当のライターとして現場に参加した[8]。